# Cecidomyia lamellata
Cecidomyia lamellata is een muggensoort uit de familie van de galmuggen (Cecidomyiidae). De wetenschappelijke naam van de soort is voor het eerst geldig gepubliceerd in 2008 door Gagné.